# Lisa Post
Lisa Post (Veldhoven, 27 de janeiro de 1999) é uma jogadora de hóquei sobre a grama neerlandesa.

## Carreira
Na liga nacional dos Países Baixos, a Hoofdklasse, o Post representa o SCHC.
Post fez sua estreia pela seleção nacional júnior em 2017. Ela representou a equipe no Campeonato EuroHockey Júnior em Valência, onde ganhou uma medalha de ouro. Em 2019, ela representou a equipe novamente, ganhando a prata em seu segundo Campeonato EuroHockey Júnior em Valência.
Após seu sucesso nas seleções nacionais juniores, Post foi convocada para fazer sua estreia internacional sênior em 2019. Ela fez sua primeira aparição durante a primeira temporada da FIH Pro League. Desde então, ela ganhou prata e ouro nas temporadas três e quatro da FIH Pro League, respectivamente. Ela também ganhou ouro no Campeonato EuroHockey de 2023 em Mönchengladbach.
Nos Jogos Olímpicos de Verão de 2024, em Paris, conquistou a medalha de ouro no torneio feminino do hóquei sobre a grama, após vencer a final contra a equipe chinesa por pênaltis.